# يعكوف ليتزمان
يعكوف ليتزمان (بالعبرية: יעקב ליצמן، من مواليد 2 سبتمبر 1948) هو حاخام من حزب التوراة اليهودي المتحد وسياسي إسرائيلي ووزير الحكومة الإسرائيلية يرأس حزباً من الأحزاب الدينية المتشددة ويعمل وزيرا للصحة.

## استقالته من الحكومة
قدم استقالته من الحكومة في نوفمبر 2017, وذلك احتجاجاً على العمل في إصلاحات بخطوط السكك الحديدية خلال يوم السبت، وهو يوم العطلة المقدس لدى اليهود.
من جهته، قال ليتزمان في رسالة الاستقالة التي وزعت على وسائل الإعلام: «حاولت بكل الطرق منع انتهاك أيام السبت من جانب سكك حديد إسرائيل لكني لم أنجح ولذا لم يعد باستطاعتي أن أتحمل المسؤولية الوزارية للضربة القوية التي وجهت لإحدى قيم الشعب اليهودي الخالدة وهي يوم السبت».